# دينارية أنيقة
دينارية أنيقة (الاسم العلمي: Clypeola elegans)، نوع نبات من جنس الدينارية توجد في تركيا.
يتم الاحتفاظ بعينة نموذجية في الحدائق النباتية الملكية، كيو، في المملكة المتحدة.